# Kavindu Ishan
Kavindu Ishan (Matara, 17 de octubre de 1992) es un futbolista esrilanqués que juega en la demarcación de centrocampista para el Renown SC de la Super Liga de Sri Lanka.

## Selección nacional
Hizo su debut con la selección de fútbol de Sri Lanka el 2 de marzo de 2013 en un encuentro de la Copa Desafío de la AFC 2014 contra Afganistán que finalizó con un resultado de 1-0 a favor del combinado afgano tras un gol de Balal Arezou.

## Clubes
| Club                   | País      | Año       |
| ---------------------- | --------- | --------- |
| Don Bosco SC           | Sri Lanka | 2010-2011 |
| Sri Lanka Air Force SC | Sri Lanka | 2012-2020 |
| Up Country Lions SC    | Sri Lanka | 2020-2022 |
| Sent Sports Club       | Maldivas  | 2020-2022 |
| Renown SC              | Sri Lanka | 2024-     |